# Pirata mayaca
Pirata mayaca là một loài nhện trong họ Lycosidae.
Loài này thuộc chi Pirata. Pirata mayaca được Willis J. Gertsch miêu tả năm 1940.